# (38745) 2000 QM186
2000 QM186 (asteroide 38745) é um asteroide da cintura principal. Possui uma excentricidade de 0.16126020 e uma inclinação de 5.34649º.
Este asteroide foi descoberto no dia 26 de agosto de 2000 por LINEAR em Socorro.